# Santiago de Baney
Santiago de Baney (auch: Laka-Baney, Bany) ist ein Ort auf der Insel Bioko in der Provinz Bioko Norte in Äquatorialguinea. Im Jahre 2008 hatte der Bezirk eine Bevölkerung von 2365 Personen.

## Lage
Der Ort ist der Hauptort des Landkreises Baney im Nordosten der Insel Bioko. Er liegt etwa zwei Kilometer westlich der Punta de la Cruz an der Ostküste und südlich von Sipopo.

## Klima
Nach dem Köppen-Geiger-System zeichnet sich Rebola durch ein tropisches Klima mit der Kurzbezeichnung Am aus.